# Шму
Шму (англ. Shmoo, мн. число shmoon, шмун и shmoos, шмус) — вымышленный персонаж комиксов. Создан американским художником Элом Кэппом и появившись впервые 31 августа 1948 года в комиксе «Лил Эбнер» вскоре становится хитом послевоенного времени в США.

## Описание
Внешне шму похож на толстую кеглю для боулинга с ногами. У него гладкая кожа, есть брови и редкие усы, но нет рук, носа и ушей. Его ноги круглые и короткие, но проворные, как проясняет книга комиксов о приключениях шму. Персонаж обладает очень богатой мимикой и часто выражает любовь, выдавливая сердечки над головой. Художник-мультипликатор Al Capp приписывал шму такие любопытные характеристики:
- Они размножаются бесполым путём и невероятно плодовиты, размножаются экспоненциально и намного быстрее кроликов. Для выживания им не нужна пища, а только воздух.
- Шму очень приятны на вкус и стремятся быть съеденными. Если голодный человек взглянет на шму, тот с радостью пожертвует собой, прыгнув на сковородку или в кастрюлю. При этом жареный шму на вкус напоминает курицу, варёный — говядину, печёный — сома. А сырой шму напоминает на вкус устрицу.
- Они несут яйца (аккуратно упакованные), дают молоко (в бутылке, класс А), и масло. А их кожа может служить как материалом для обуви, так и брёвнами для постройки дома — в зависимости от того, насколько толстыми слоями её нарезать.
- У них нет костей, поэтому от них не остаётся отходов. Из их глаз получаются лучшие пуговицы для подтяжек, из усов — отличные зубочистки. Проще говоря, шму — идеальное домашнее животное.
- Добрые от природы, они требуют минимум ухода и являются великолепными друзьями для детей. Шму могут настолько хорошо развлекать людей, что пропадает необходимость в телевидении и кино.
- Некоторые особо вкусные виды шму очень трудно поймать. Охота на шму является видом спорта в некоторых районах страны. Для этого используется бумажный пакет, фонарик и палка для ловли шму. Ночью на шму светят фонариком. Это заставляет их остановиться. После чего бьют палкой по голове и кладут в пакет.

## История
Серия началась в конце августа 1948 года, Лил Эбнер открыл её историей о том, как шмусы отправились в «запретную долину шмунов», направляясь за таинственным и музыкальным звуком, которые они издают (и от которого происходит их название). Эбнер сброшен вниз в долину со скалистого обрыва примитивной «large gal» (как он обращается к ней), в чью задачу входит охрана долины. (Этот персонаж далее больше не появляется). Там, вопреки неистово протестующему голому старик с большой бородой, который пасёт шмусов, Эбнер заводит дружбу со странными и очаровательными существами. «Шмусы, — предупреждает старик, — наибольшая угроза человечеству во всём мире!». «Это потому что так плохи?», спрашивает Лил Эбнер. «Нет, глупец, — отвечает старик и затем выдаёт один из мудрых парадоксов, — это потому что они так хороши!»
Раскрывая их значение (фразой «С ними вокруг никто никогда больше не будет работать!!», Эбнер выводит их из долины и они становятся сенсацией в Dogpatch и довольно быстро во всём мире. Такие флагманы индустрии как «Pork King» авторства Roaringham Fatback встревожились снижением уровня продаж всей их продукции и серии изображений, напоминающих о биржевом крахе 1929 года, начинался «кризис шму». На обложках изданий Фэтбэка подкупленный истребитель призывал «войска шмуцидов» стереть шмусов при помощи с различного огнестрельного оружия, что изображалось на жутких и комических сериях картинок с плачущим Лилом Эбнером, ошибочно салютующим мнимому «авторитету» отрядов истребителей.
После устранения шмусов Dogpatch разграблен и картинки показывают бакалейную лавку с товаром гниющего мяса и истребителя, поздравляющего бакалейщика. Вскоре обнаруживается, что Эбнер тайно оставил двух шмусов, её и его. Парень шму, как уроженцу Dogpatch, требуется убежать от девушки шму в ежегодном заезде Sadie Hawkins Day. Шмусы обычно изображаются как гендерно-нейтральные, хотя художник обходит этот вопрос для показа комичности в повороте сюжета. Когда в финале гонок он поймал её, их соединяет в браке Marryin' Sam (которой они «платят» десяток яиц, килограмм сливочного масла и шесть кексов с шоколадной глазурью — всё это, как подсчитывает Сэм, стоит около 98 центов). Уже увеличившаяся семья шмунов, как показывают в последний раз, возвращается в долину шмунов.

## Публикации
- Capp, Al, The Life and Times of the Shmoo (1948) Simon & Schuster
- Capp, Al, "There Is a Real Shmoo" (The Nation, 21 March 1949)
- Capp, Al, "I Don't Like Shmoos" (Cosmopolitan, June 1949)
- Al Capp Studios, Al Capp's Shmoo Comics (1949–1950) 5 issues (Toby Press)
- Al Capp Studios, Al Capp's Shmoo in Washable Jones' Travels (1950) (Oxydol premium)
- Al Capp Studios, Washable Jones and the Shmoo (1953) (Toby Press)
- Capp, Al, Al Capp's Bald Iggle: The Life It Ruins May Be Your Own (1956) Simon & Schuster
- Capp, Al, The Return of the Shmoo (1959) Simon & Schuster
- Capp, Al, Charlie Mensuel #2 (March 1969) (A French monthly periodical devoted to comics)
- Capp, Al, The Best of Li'l Abner (1978) Holt, Rinehart & Winston ISBN 0-03-045516-2
- Capp, Al, Li'l Abner: Reuben Award Winner Series Book 1 (1985) Blackthorne
- Capp, Al, Li'l Abner Dailies: 1948 Vol. 14 (1992) Kitchen Sink Press ISBN 0-87816-116-3
- Capp, Al, Li'l Abner Dailies: 1949 Vol. 15 (1992) Kitchen Sink ISBN 0-87816-127-9
- Capp, Al, Li'l Abner Dailies: 1956 Vol. 22 (1995) Kitchen Sink ISBN 0-87816-271-2
- Capp, Al, Li'l Abner Dailies: 1959 Vol. 25 (1997) Kitchen Sink ISBN 0-87816-278-X
- Capp, Al, The Short Life and Happy Times of the Shmoo (2002) Overlook Press ISBN 1-58567-462-1
- Capp, Al, Al Capp's Li'l Abner: The Frazetta Years - 4 volumes (2003, 2004) Dark Horse Comics
- Al Capp Studios, Al Capp's Complete Shmoo: The Comic Books (2008) Dark Horse ISBN 1-59307-901-X
- Capp, Al, Al Capp's Complete Shmoo Vol. 2: The Newspaper Strips (2011) Dark Horse ISBN 1-59582-720-X